# Kenneth Waltz
Kenneth Waltz (ur. 8 czerwca 1924 w Ann Arbor, zm. 12 maja 2013 w Nowym Jorku) – amerykański naukowiec, jeden z głównych przedstawicieli amerykańskiego realizmu, twórca realizmu strukturalnego. Emerytowany wykładowca University of California w Berkeley.
Jego poglądy na temat wojen:
1. wojna zależy od struktury systemu międzynarodowego (struktura wielonarodowa rodzi konflikty, natomiast system dwubiegunowy postrzegam jako sprzyjający pokojowej koegzystencji)
2. wojny są nieuniknione ze względu na anarchiczny porządek międzynarodowy